# ФК Реал Сарагоса
Реал Сарагоса е футболен клуб от Сарагоса, автономна област Арагон, Испания.
Основан е на 18 март 1932 г. Играе в Секунда Дивисион. Екипите са от бели фланелки и сини шорти. Отборът играе на Естадио Ла Ромареда с капацитет 34 596 места.

## История
Клубът е създаден от 2 съпернически отбора – „Иберия“ и „Реал“. До 1930-те години отборът е сред водещите в Испания, но Гражданската война поставя прогреса на тима в застой. На 8 септември 1960 г. клубът напуска стария си стадион и се настанява на „Ла Ромареда“. Първите успехи на клуба идват през 1960-те години в турнира за Купата на Краля и Купата на панаирните градове. Феновете на отбора чакат до 1986 г. за нов успех в турнира за Купата.
През по-голяма част от историята си от 52 сезона „Реал“ играе в Примера Дивисион. Сякаш по-съсредоточени в турнира за Купата на Краля, те не са печелили Примера Дивисион, като само веднъж са завършвали на 2-ро място – през сезон 1974/75. През сезона 2001 – 02 изпадат в Сегунда Дивисион за първи път от 25 г., но следващия сезон успяват да се върнат.

## Успехи
- Примера Дивисион
  - 2-ро място – 1975
- Купа на Краля
  - Носител (6) – 1964, 1966, 1986, 1994, 2001, 2004
  - Финалист (5) – 1963, 1965, 1976, 1993, 2006
- Суперкупа на Испания
  - Носител – 2004
- Купа на панаирните градове:
  - Носител: 1964
  - Финалист: 1966
- Купа на носителите на купи
  - Носител: 1995

## Разни
- Сезони в Примера Дивисион: 52
- Сезони в Сегунда Дивисион: 18
- Сезони в Терсера Дивисион: 5
- Най-добро представяне в Лигата: 2-ро място (сезон 1974 – 75)
- Най-слабо представяне в Лигата: 20-о място (Сезон 2001 – 02)
- Място в ранглистата на Испания: 9-о
- Най-голяма победа:
  - като домакин: Реал Сарагоса 8 – 1 Севиля (1987/88),
  - като гост: Елче 2 – 7 Сарагоса (1960/61)
- Най-голяма загуба:
  - като домакин: Реал Сарагоса 1 – 7 Реал Мадрид (1987/88)
  - като гост: Атлетик 10 – 1 Сарагоса (1951/52)

Участия в евротурнирите:
- Купа на европейските шампиони (1) (но не изиграва нито един мач)
- КНК (5) – (1964/65, 1966/67, 1986/87, 1994/95 носител, 1995/96)
- Купа на УЕФА (12) (1962/63 носител, 1963/64, 1965/66, 1967/68, 1968/69, 1974/75, 1975/76, 1989/90, 1992/93, 2000/01, 2001/02, 2004/05)
- Суперкупа на Европа (1) (1995)

## Известни футболисти
- Божидар Искренов
- Наско Сираков
- Хуан Еснайдер
- Хорхе Валдано
- Диего Милито
- Габриел Милито
- Пабло Аймар
- Андрес Д'Алесандро
- Едмилсон
- Евертон
- Савио
- Кафу
- Андреас Бреме
- Хосе Луис Чилаверт
- Роберто Акуня
- Франк Рейкард
- Фабио Коентрао
- Елдер Пощига
- Саво Милошевич
- Виктор Муньос
- Фернандо Мориентес
- Жерар Пике
- Давид Виля
- Густаво Пойет
- Карлос Диого

## Български футболисти
- Наско Сираков: 1988/90 - (41 мача - 10 гола)
- Божидар Искренов: 1989 - (10 мача - 1 гол)

## Известни треньори
- Вуядин Бошков
- Лео Беенхакер
- Радомир Антич
- Хавиер Ирурета
- Хавиер Агире
- Маноло Хименес